# Влодкі (Мазовецьке воєводство)
Влодкі (пол. Włodki) — село в Польщі, у гміні Репки Соколовського повіту Мазовецького воєводства.
Населення — 120 осіб (2011).
У 1975-1998 роках село належало до Седлецького воєводства.

## Демографія
Демографічна структура станом на 31 березня 2011 року:
|          | Загалом | Допрацездатний вік | Працездатний вік | Постпрацездатний вік |
| -------- | ------- | ------------------ | ---------------- | -------------------- |
| Чоловіки | 61      | 13                 | 35               | 13                   |
| Жінки    | 59      | 10                 | 35               | 14                   |
| Разом    | 120     | 23                 | 70               | 27                   |